# Predsedatel
Predsedatel (russisk: Председатель, dansk: Formanden) er en sovjetisk spillefilm fra 1964 produceret af Mosfilm og instrueret af Aleksej Saltykov.
Filmens hovedrolle som "formanden" spilles af Mikhail Uljanov.

## Handling
Efter afslutningen af 2. verdenskrig vender soldaten Jegor Trubnikov tilbage til sin landsby, der er blevet ødelagt under krigen. Landbyen og landbrugskollektivet (kolkhozen) er stærk beskadiget og præget af fattigdom. Mange af landsbyens mænd er døde eller invaliderede. Genopbygningen kolkhozen er lige så vanskelig for ham som at deltage i krigen. Jegor Trubnikov bliver formand og påtager sig ikke blot ansvaret for genopbygningen, men også for kolkhozens arbejdere.

## Medvirkende
- Mikhail Uljanov som Jegor Trubnikov
- Ivan Lapikov som Semjon Trubnikov
- Nonna Mordjukova som Donja Trubnikova
- Vjatjeslav Nevinnyj som Pavel Markusjev
- Valentina Vladimirova som Polina Korsjikova
- Vitalij Solomin som kirurg